# Апеллес

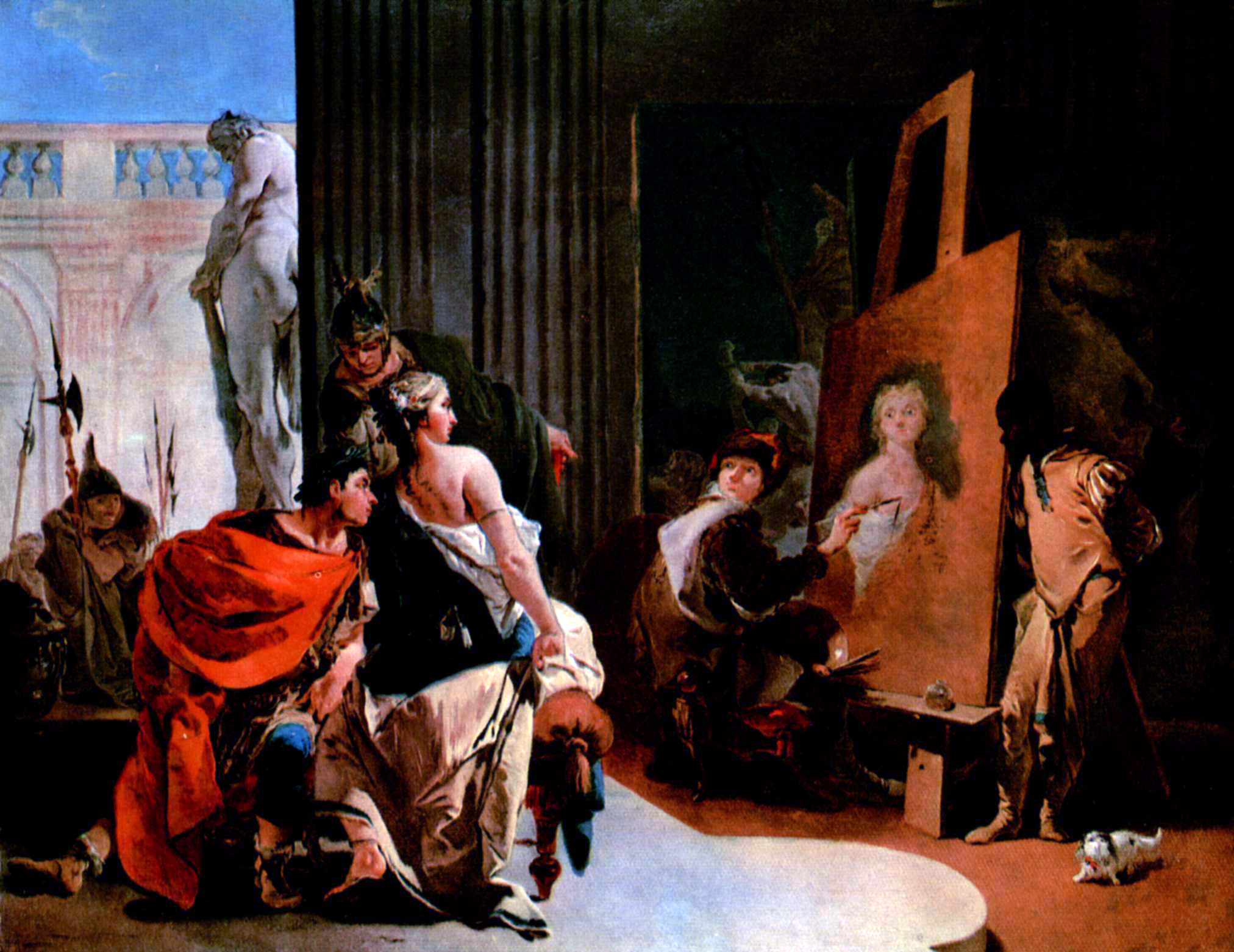

Апелле́с (грец. Απελλής, бл. 380 до н. е. — 300 до н. е.) — грецький живописець, один із найвизначніших грецьких художників. Походив із іонічного міста Колофон. Давньоримський історик Пліній Старший розповідав, що Апеллес жив на принципом «Nulla dies sine linea» — «Жодного дня без лінії».
Йому належать портрети володарів (в тому числі Александра III Великого), картини на міфологічно-релігійну тематику й алегорії; роботи Апеллеса відомі тільки з описів, відзначалися новаторством і сміливістю композиції. Він був придворним художником Філіпа ІІ і Александра Македонського, його твори прикрашали найбагатші палаци світу, він виставляв свої картини на огляд публіки, вислуховував критичні зауваження і виправляв помічені неточності.
Серед інших досягнень Апеллеса були:
- правильність малюнка;
- модуляція фігур;
- психологічна точність передачі характерів і душевних страждань;
- колоритність і яскравість фарб.

Про твори Апеллеса збереглись тільки свідчення з літературних джерел, в яких його називають найвеличнішим грецьким художником античності. Давньоримський історик Пліній Старший розповідав, що Апеллес жив на принципом «nulla dies sine linea» — жодного дня без лінії.
У часи Апеллеса також відбулося значне вдосконалення гами фарб. У його творчості своє продовження отримала так звана енкаустика — мистецтво особливим чином готувати і накладати на матеріал воскові фарби.

## У культурі
- Тарас Шевченко в своїй автобіографії з іронією назвав «Апеллесом» дяка-маляра, в якого хотів учитися малювати.
- У жартівливому вірші «Сапожник» («Чоботар») О. С. Пушкіна використане античне оповідання (з «Природничої історії» Плінія Старшого) про чоботаря, який повчав художника («Тут Апеллес прервал нетерпеливо: „Суди, дружок, не свыше сапога!“»)[3]
- Анекдот про Апеллеса і шевця обіграний в оповіданні Г. Ф. Квітки-Основ'яненка «Салдацький патрет».